# 吉永拓斗
吉永 拓斗（よしなが たくと、1999年9月14日 - ）は、日本の声優、俳優、歌手。劇団ひまわり所属。埼玉県出身。

## 経歴
2002年、劇団ひまわりに入団。
2016年、『DAYS』柄本つくし役でアニメ初主演。
2017年11月19日、KiramuneにSparQlewとして加入。

## 出演
太字はメインキャラクター。

### テレビアニメ
2015年
- 東京喰種トーキョーグール√A（亜門の子供時代）

2016年
- マクロスΔ（ヴォルフ・グーラ）
- DAYS（柄本つくし）
- パズドラクロス（2016年 - 2018年、エース）

2017年
- ロクでなし魔術講師と禁忌教典（リト＝リブリオ）

2018年
- BEATLESS（遠藤アラト） - 2シリーズ
- 火ノ丸相撲（2018年 - 2019年、狩谷俊）
- DOUBLE DECKER! ダグ&キリル（ガス）
- 逆転裁判 〜その「真実」、異議あり!〜（リック・スティーム）

2019年
- パズドラ（2019年 - 2024年、ハヤト）
- 魔入りました!入間くん（2019年 - 2023年、アガレス・ピケロ、生徒B、バルス・ロビン） - 3シリーズ

2021年
- 遊☆戯☆王SEVENS（本屋ブラウン）
- 100万の命の上に俺は立っている（友人）
- 異世界食堂2（ジャック）
- サクガン（ロイビー）

2022年
- ポケットモンスター（ホップ）
- BORUTO-ボルト- NARUTO NEXT GENERATIONS（風魔エイキ ）
- 悪役令嬢なのでラスボスを飼ってみました（ドニ）

2023年
- 遊☆戯☆王ゴーラッシュ!!（本屋ヘンリー）

2024年
- ヴァンパイア男子寮（キャンディ先輩）

2025年
- 青のミブロ（影丸）

### 劇場アニメ
- 涼宮ハルヒの消失（2010年、男の子[19]）
- 宇宙ショーへようこそ（2010年、原田康二[20]）
- とある飛空士への追憶（2011年、狩乃シャルル〈少年時代〉[21]）
- ねらわれた学園（2012年、関ケンジ〈子供〉）
- 聖闘士星矢 Legend of Sanctuary（2012年、星矢〈子供時代〉）
- えいがのおそ松さん（2019年、男子）

### Webアニメ
- 40周年だよ!! コロコロオールスター小学校（2017年、龍喚士エース）
- OBSOLETE（2019年、少年兵C、少年兵E）

### ゲーム
2010年代
- キングダム ハーツ バース バイ スリープ（2010年、ソラ〈幼少〉）
- Kinect: ディズニーランド・アドベンチャーズ（2011年、ニモ）
- ソニック ジェネレーションズ（2011年、クラシックテイルス）
- 神撃のバハムート（2017年、フニカル）
- 共闘ことばRPG コトダマン（2018年、ブロッコリー、チハヤフルメタル）
- Shadowverse（2019年、雷鳴の軍神・フニカル、マシンランスエルフ、無尽の人形遣い）

2020年代
- パズドラGOLD（2020年、ハヤト、エース）
- Shadowverse: Worlds Beyond（2025年、ウィングウォーリアー、ストレイビーストマン、フニカル）

### ラジオドラマ
- FMシアター はじまらないティータイム（2008年、NHK-FM）
- FMシアター 稲穂が輝く時（2008年、NHK-FM）
- 青春アドベンチャー（NHK-FM）
  - 家電の極意（2011年）
  - タイムライダーズ（2017年）
  - タイムライダーズ 紀元前6500万年からの逆襲（2019年）
  - 嘘か真か（2021年）

### 吹き替え

#### 映画
- エアベンダー
- サンタ・バディーズ 小さな5匹の大冒険（サンタ・ドッグ・ジュニア）
- スパイキッズ4D:ワールドタイム・ミッション（セシル・ウィルソン〈メイソン・クック〉）
- ダウト〜あるカトリック学校で〜
- ツリー・オブ・ライフ（若きジャック）
- トランスフォーマー
- トロン: レガシー（サム〈少年時代〉）
- パーシー・ジャクソンとオリンポスの神々/魔の海（若いグローバー）
- ベッドタイム・ストーリー（パトリック）
- マン・オブ・スティール（13歳のクラーク・ケント）
- リアル・スティール（マックス・ケントン）

#### テレビドラマ
- イ・サン
- 王女の男（ホンウィ）※NHK版
- ダークエイジ・ロマン 大聖堂
- 超電メカ X4（ライアン・ウォーカー〈ナサニエル・ポトヴィン〉）
- ハイスクール・ニンジャ（マイク・フクナガ[27]）
- HAWAII FIVE-0（ナヘレ）
- 馬医（ペク・クァンヒョン）※NHK版
- LOST

#### アニメ
- カールじいさんの空飛ぶ家（カール〈子供時代〉）
- カンフー・パンダ2（子供2[28]）
- くもりときどきミートボール（フリント・ロックウッド〈子供時代〉）
- サーフズ・アップ
- スヌーピーとチャーリー・ブラウン
- デュードロップ・ダイアリーズ（リード）
- ピーター・パン2 ネバーランドの秘密（ツインズB）
- フランケンウィニー（ヴィクター・フランケンシュタイン）

### ラジオ
※はインターネット配信。
- RADIO DAYS（2016年 - 2017年、音泉※）
- Kiramune Presents 僕らのMusic Park（2017年 - 、アニメイトタイムズ※）[29]
- ANISON EXPO -Kiramune Edition- supported by Bandai Namco Music Live（2024年、TOKYO FM）[30]

### CM
- Kurary
- 公共広告機構

### テレビ番組
※はインターネット配信。
- KiramuneカンパニーR/L #21（2018年、フジテレビNEXT/フジテレビTWO）

### 映像商品
- ボドゲであそぼ 2・3

### 舞台
- ミュージカル忍たま乱太郎 第三弾 山賊砦に潜入せよ（2012年） - 猪名寺乱太郎 役
- Kiramune Presents リーディングライブ
  - 密室の中の亡霊 幻視探偵（2019年10月、2024年4月14日） - 三条透 役
  - OTOGI狂詩曲-RE:Read-（2021年7月3日、森のホール21 大ホール） - ただの太郎 役[31]
  - ハコクの剣（2021年10月16日、23日、24日、オリックス劇場、舞浜アンフィシアター） - 茂助 役[32]
  - Be-Leave（2022年4月16・17日、舞浜アンフィシアター） - 泣き虫 役[33]
  - 魔法の呪文は ガン・マビ・レーテ（2022年10月） - 鈴鹿・アニメーターさん 役[34]
  - 5コントローラーズ+1 2023年版（2023年4月1・2日、立川ステージガーデン） - ヒロ 役[35]
  - 天穹のラビアス（2023年10月） - 住良木星螺 役[36]
  - 幻視探偵 -笹嘉神島の殺人-（2024年10月） - 湊 役[37]
- 朗読劇 Staging!! Vol.1「四月十一日を千二百回繰り返したと主張する男」（2024年6月14日 - 16日、Mixalive TOKYO） - 船橋彰 役[38]

### 映画
- 大停電の夜に（2005年）
- フライング☆ラビッツ（2008年）

### その他のコンテンツ
- こどもにんぎょう劇場「ふるやのもり」
- FC町田ゼルビアをつくろう〜ゼルつく〜 #52,#53（2021年3月19日、AbemaTV） - ナレーション[39]
- 神奈川県 かなかなかぞく（けんちゃん[40]）
- 東京ディズニーランド
  - ピーターパン空の旅（ツインズB）

## ディスコグラフィ

### キャラクターソング
| 発売日       | 商品名                                                | 歌                     | 楽曲                                 | 備考                                   |
| ------------ | ----------------------------------------------------- | ---------------------- | ------------------------------------ | -------------------------------------- |
| 2016年8月3日 | EVERLASTING DAYS                                      | 聖蹟高校サッカー部     | 「EVERLASTING DAYS」                 | テレビアニメ『DAYS』エンディングテーマ |
| 2016年9月7日 | TVアニメ「DAYS」キャラクターソング Vol.01 Run or Run! | 柄本つくし（吉永拓斗） | 「Run or Run!」 「EVERLASTING DAYS」 | テレビアニメ『DAYS』関連曲             |

### シリーズ一覧
1. ↑  『BEATLESS』、『BEATLESS Final Stage』
2. ↑  第1シリーズ（2019年 - 2020年）、第2シリーズ（2021年）、第3シリーズ（2022年 - 2023年）

### ユニットメンバー
1. ↑  柄本つくし（吉永拓斗）、風間陣（松岡禎丞）、水樹寿人（浪川大輔）、君下敦（小野大輔）、大柴喜一（宮野真守）